# 키타니 타츠야
키타니 타츠야(キタニタツヤ, 1996년 2월 28일 ~ )는 일본의 음악가, 가수, 작사가, 작곡가, 편곡가이다. 요루시카의 베이스 서포터 멤버이다' 또한 "곤니치와 타니타상"이라는 이름으로 보컬로이드 프로듀서로도 활동했다. 소속사는 스마일컴퍼니, 소속 레이블은 소니뮤직레코드의 마스터식스 파운데이션이다. 공식 팬클럽은 '클럽 언리얼리티'이다.

## 음반

### 스튜디오 음반
- I Do (Not) Love You.
- Seven Girls’ H(e)avens
- Demagog
- Bipolar
- Roundabout

### EP
- 스카(Scar)
- Love: Amplified
- Where Our Blue Is